# Presidente Figueiredo
Presidente Figueiredo là một đô thị thuộc bang Amazonas, Brasil. Đô thị này có diện tích 25422,24 km², dân số năm 2007 là 21175 người, mật độ 0,83 người/km².